# 시모이주인촌
시모이주인촌(下伊集院村)은 일본 가고시마현 히오키군에 설치되었던 촌이다. 현재의 가고시마시, 히오키시의 일부에 해당한다.
1889년 정촌제 시행에 따라 시모이주인촌으로 발족했다. 1956년 9월 30일, 이주인정, 히가시이치키정, 히요시정(현 히오키시), 고리야마정(현 가고시마시)로 분할편입되면서 소멸되었다.